# チャレンジャー (ゲーム)
『チャレンジャー』 (Challenger) は、ハドソンより1985年10月15日に発売されたファミリーコンピュータ用コンピュータゲームソフトである。

## 概要
元々はパソコン用ゲームソフト『暴走特急SOS』の移植版として制作。PC版は列車内ステージのみだったが、ステージ2からステージ4は本作で新たに追加された。
タイトル画面で表示されるキャッチコピーは「REALTIME ACTION ADVENTURE!」。サイドビューの横スクロールジャンプアクションとトップビューの任意全方向スクロールのアクションシューティング、さらには固定画面のアクションゲームにも変貌するユニークなシステムで、モニター100画面分の広大なステージも売りだった。
主人公が考古学者という設定は映画『インディ・ジョーンズ』のオマージュ。
2007年5月よりWiiのバーチャルコンソールで、2013年3月よりニンテンドー3DSのバーチャルコンソールで配信している。

## ゲーム内容

### システム
プレイヤーは自キャラである「チャレンジャー」を操り、シーンと呼ばれる各ステージの目的の場所を目指す。自キャラはナイフを投げて敵を攻撃することができるが、ナイフの効かない敵も存在し、それらの敵を倒すにはパワーアップアイテムや隠れキャラクターの力を借りなければならない。敵を4体連続で倒すと出てくるアイテムを使わないと倒せない敵というのも存在する。なおナイフ投げ攻撃はジャンプ中は不可（シーン1・3・4）であるため、原則（特に空中を漂う）敵を倒すためにはまず自分とのY軸座標がほぼ一致している状態でなければならない。本作の操作は「Aボタンで攻撃、Bボタンでジャンプ」で、『スーパーマリオブラザーズ』を初めとする当時の他の多くのゲームと逆である。
シーン1・3・4では敵に触れると即座に1ミスとなる。これらのシーンはサイドビュー方式で、ジャンプができる。ジャンプの高さは調整できず、空中での制御もできない。
全てのシーンにタイムカウント99の時間制限があり、ゼロになると1ミスとなるが、シーンが切り替われば再セットされる。特定の罠にかかっても1ミスとなる。ミスした場合のゲーム再開場所はシーン1では最初から、シーン2以降では最後にクリアしたシーン3の存在していた場所からとなる（シーン3未クリアの場合はスタート地点である駅からの再開）。自キャラがゼロになるとゲームオーバーとなる。
タイトル画面で「レベル」と呼ばれる難易度を16段階に調節できる。低くすれば敵の出現数を減らせるが、極端に低いレベルだと敵の数が減りすぎてしまい、特殊な敵を倒すために必要なアイテムを入手しにくくなるため、却って難しくなってしまう。16段階ある難易度は「レベル1-2」「レベル3-8」「レベル9-16」と大まかには後述の「iアプリ版準拠の3段階」に分類され、数値が高いほど難易度が高いとされている。

### パワーアップアイテム
まっとうくじら
マッコウクジラではない。シーン2の特定箇所の水面に浮かび、画面内に出現させるとチャレンジャーのライフが徐々に回復する。攻撃して倒すことも出来るが、特にペナルティはなく、400点のボーナス点が入る（しかも出現場所をスクロールアウトさせて戻ってくるとまた復活する）。敵キャラ扱いになっており、倒すと後述のパワーソード・パワージュエルの出現カウントに加算される。レベル2以下ではタマ以外の敵が出ないため、パワーソード・パワージュエルを出すにはこれを倒し続けるしかない。水面にしか現れないため触れることは原則的に不可能。
同じシーン2である方法を用いて出現する、空中に浮かぶまっとうくじらは、倒すことでチャレンジャーの残り人数が1人増える。また、シーン1である方法を用いて出現させると、空中に浮かぶまっとうくじらが出現し、シーン1にいる間チャレンジャーを無敵にしてくれる。この間はチャレンジャーの肌の色が赤くなるので見分けができる。ただし車両連結部分からの転落やタイムオーバー時は問答無用で1ミスになる。
シーン1では登場と同時に無敵状態となっているため触れると倒して400点が加算される。また、シーン2では地表に現れるため触れるとダメージを受けてしまう。
シーン1で登場するまっとうくじらは潮と目の色が『赤色』、シーン2で登場する通常のまっとうくじらは潮と目の色が『白色』、同じくシーン2で登場する空中に浮かぶまっとうくじらは潮と目の色が『黄色』となっており見分けが容易である。
パワーソード・パワージュエル
シーン2で、攻撃を外さずに連続して敵を4匹倒すごとにどちらか一方が出現し、それにナイフを当てることで効果が発動する。触れるとダメージを受け、直接取ることはできない。
パワーソードにナイフを当てると一定時間チャレンジャーの色が変わる。色が変わっている間は移動速度が速くなるほか、どんな敵でもナイフを当てることで倒すことができる。
またある方法を用いると、時間無制限でパワーソード状態（通称「永久パワーソード」）になれる。永久パワーソードは、洞窟に入ったり、通常のパワーソードを獲得したり、残機を失ったりすると効果は無くなってしまう。
パワージュエルにナイフを当てると、その瞬間画面内にいる敵を全滅させることができる。同時に、残っていたアイテムも得点になって消えてしまう。前述の空中に浮かぶまっとうくじらは1UP効果は残る。なお、どちらも画面内に出現している間はまっとうくじらと同様、ライフが徐々に回復する。

### トラップ
いずれもシーン2に存在する。
ミステリーゾーン
四角い形をした狭いエリアで、足を踏み入れるとBGMが変わり、画面上に「MYSTERY ZONE!」と表示され、その間はスコア表示、体力ゲージ、残機表示、タイマー表示が一切見えなくなる。四つの穴が空いているが、どの穴に入っても即座に1ミスとなる。一度入ると、パワーソードの力を使っても脱出できない。脱出するには特定の方法が必要。
アリ地獄
大きな渦が描かれたエリアで、足を踏み入れるとBGMが変わり、画面上に「ARIJIGOKU!」と表示され、やはり上記同様スコア等表示が見えなくなる。徐々に中央の穴に引きずりこまれてしまい、穴に落ちれば即座に1ミス。一度入るとパワーソードの力を使わない限り脱出できない。「脱出に成功すれば一万点のボーナスが得られる」とよく言われるが、これはパワーソード取得時の点数表示が画面に残っているだけであり、実際には得点は加算されていない。
トラップ島
偽のピラミッドがある島。一見するとシーン3への入り口に見えるが、ピラミッドに入ると即座に「TRAP CAVE!」と表示され、1ミスとなる。

## 設定

### ストーリー
考古学博士であり、ナイフ投げの名人である主人公「チャレンジャー」は研究のために世界中を旅している冒険家である。ある時彼は李成岑（リ・セイシン）という謎の中国人に依頼され、ロスマリー国の沖合いに浮かぶ「ワルドラド島」という奇妙な島の調査をすることになった。
ワルドラド島に行くためにロスマリー国に着いたチャレンジャーはその島がドン・ワルドラドが率いる悪の組織「ブラッディワッカー」の巣窟であること、しかもたった今、ドン・ワルドラドがロスマリー国の王女マリアを連れ去り、島に向かう列車「メタモルフォセス号」で逃走中だということを知る。チャレンジャーは王女マリアを救出すべく島に向かう。

### ステージ構成
SCENE 1 STOP THE EXPRESS!
マリア王女を拉致し、乗っ取った特急列車メタモルフォセス号で逃走を図るドン・ワルドラド。その列車に飛び乗って、子分たちの攻撃をかわしながら先頭車両を目指す。しかしチャレンジャーが先頭車両にたどり着いた途端、ワルドラドは後部車両を切り離し、チャレンジャーを車外に叩き落として逃走する。
シーン1のみ十字キーを下に入れると床に伏せて飛ぶ敵をかわすこともできる。車両と車両との連結部分は所謂落とし穴となっておりジャンプで飛び越えなければならない。連結部分や列車先頭部、最後部から下に落ちると無敵状態であっても1ミスとなる。
SCENE 2 SEARCH PRINCESS!
ドン・ワルドラドたちを追ってワルドラド島にやって来たチャレンジャーが、4方向にスクロールする広大な島内を捜索する。要所にある洞窟や建物の入口から、後述するシーン3や4に突入することが出来るが、一度入ったら条件を満たさないと抜け出せないトラップゾーンや、入った瞬間に奈落の底へ叩き落される罠の洞窟も存在する。
シーン2はライフ制のトップビュー方式になり、ジャンプは出来ず移動（上下左右の4方向）と攻撃のみ可能となる（Bボタンでも攻撃が出るようになる）。敵に触れるとライフが減り、ライフが無くなると1ミスになる。敵に触れても無敵時間が殆どないため、連続してダメージを受けやすい。各所に点在するシーン3を攻略しながら最後に待つシーン4を目指す。
SCENE 3 GET KEYWORD!
シーン4の舞台となる、王女が囚われているピラミッドに突入するためには、このシーン3で「キーワード」と呼ばれるアイテム（鍵・指輪・王冠の3つ）を集めなければならない。内部は水の噴き出す洞窟となっており、チャレンジャーはその噴水を足場代わりに、対岸にあるキーワードを取らなければならない。シーン3の入口は島内に複数存在し、チャレンジャーはシーン2と3の出入りを繰り返しながら、ピラミッドを目指す。
シーン3は固定画面のサイドビューアクション。足場を踏み外した場合は1ミスとなる。また、ジャンプの頂点と次の足場との高低差が一定以上あった場合、着地できずに転落し1ミスとなる。キーワードを取得してスタート地点に戻ればクリアとなってシーン2へと戻るが、そこにあった入り口は消滅する。
どの場所にどのキーワードがあるかはランダムで重複もあるが、全てのシーン3をクリアするまでには必要な分は揃うようになっている。早々と揃う場合もあるが前述の時間制限もあるため、その後のシーン3を無視するのは難しい。道中で全キーワードが揃えれば、そこから先は制限時間が許す限りで最終到達エリア「プレシオランド」へ一気に突き進むことも可能。
キーワードを取った時点でその場所が「最後にクリアしたシーン3」扱いとなるため、キーワードを取ったあとの帰り道でミスしても外に出されるだけで済む。
SCENE 4 RESCUE PRINCESS!
3つのキーワードを集め、「プレシオランド」のピラミッドに到達したチャレンジャー。恐竜の形をした岩場を飛び渡り、ワルドラドの待つ最上段で最終決戦を迎える。
シーン4をクリアするとレベルが2上がり、2周目、3周目…と続く。
シーン4もシーン3とほぼ同様のルールだが、足場から踏み出すと斜め下に向けて飛び降りることができる。高低差が一定以内であればそのまま着地できるが、そうした場所でジャンプを使うと逆にミスになってしまう場合もある。使わないと進めない場所があるため、クリアに必須なテクニックである。また、3つのキーアイテムが揃わないと岩に阻まれて奥へは進めない。なおキーアイテムの有無を問わず一旦入った後すぐ右へ行けば外に出ることができ最終場面でミスしてもこの入口前から再スタートできる。

## キャラクター

### 敵キャラクター
かっこ内は登場シーン数。
ドン・ワルドラド（1、4）
本作における最終ボス。マリア王女をさらった悪漢で、秘密組織「ブラッディワッカー」の首領。シーン1では触れてもミスにはならないが、倒すこともできない。シーン4で連続してナイフを4発当てると倒せる。シーン4では倒さない限り、マリア王女の閉じ込められている牢獄を開錠できない為、必ず倒さなければゲームクリアはできない。800点。
トリッペ
大きな鳥。ナイフで倒せる。シーン3にはレベル9以上、その他のシーンにはレベル3以上のときに登場する。100点。
トビー（1）
プロペラが付いた小型の自動車。列車のそばを走り、急に高く飛び上がる。ナイフで倒せない。レベル9以上で登場する。400点。
バル（1、3）
雷雲で、ときおり稲妻となって降下する。ナイフで倒せない。シーン1では、このバルが出現するとBGMが変わる。シーン1ではレベル3以上、シーン3ではレベル9以上で登場する。シーン1で無敵になって倒すとカラの姿になって消える。800点。シーン3では倒せない。
オジーズ（1、2）
緑色の服を着て髭を生やしている男。ナイフで倒せる。レベル3以上で登場。200点。
タマ（レベル2以下のシーン3以外）
火の玉のような敵。通常時はナイフで倒せない。レベル2以下ではアイテムの出せる場所が限られるため、より厄介な敵となる。800点。シーン3・4では倒せない。
モーリン（2）
ヘルメットをかぶったウサギのような妖精。ナイフで倒せる。レベル3以上で登場。100点。
ピタロボ（2）
黄色く丸いロボット。ナイフで倒せる。レベル3以上で登場。200点。
オックスボーン（2）
動物の頭蓋骨。ナイフで倒せる。レベル3以上で登場。200点。
ケバラ（2）
歩く人食い植物。ナイフで倒せる。レベル3以上で登場。400点。
カラ（2）
シーン3・4への入口を守り、狭い範囲を左右に往復する骸骨。通常時はナイフで倒せず、触れただけで1ミスとなる。倒さなくてもシーン3・4に入ることは可能。レベル3以上で登場。800点。

## 他機種版
| No. | タイトル                                                | 発売日         | 対応機種                 | 開発元   | 発売元   | メディア                              | 型式         | 備考                           | 出典        |
| --- | ------------------------------------------------------- | -------------- | ------------------------ | -------- | -------- | ------------------------------------- | ------------ | ------------------------------ | ----------- |
| 1   | チャレンジャー                                          | 2005年8月1日   | 90Xiシリーズ （iアプリ） | ハドソン | ハドソン | ダウンロード （着信☆あぷり♪）         | -            | アレンジモードを収録           | [ 6 ]       |
| 2   | ハドソンベストコレクション Vol.3 アクションコレクション | 2005年12月22日 | ゲームボーイアドバンス   | ハドソン | ハドソン | ロムカセット                          | AGB-B73J-JPN | ファミリーコンピュータ版の移植 |             |
| 3   | チャレンジャー                                          | 2007年1月11日  | Windows                  | ハドソン | アイレボ | ダウンロード (i-revo)                 | -            | ファミリーコンピュータ版の移植 |             |
| 4   | チャレンジャー                                          | 2007年5月22日  | Wii                      | ハドソン | ハドソン | ダウンロード （バーチャルコンソール） | -            | ファミリーコンピュータ版の移植 | [ 7 ] [ 8 ] |
| 5   | チャレンジャー                                          | 2013年3月13日  | ニンテンドー3DS          | ハドソン | KDE      | ダウンロード （バーチャルコンソール） | -            | ファミリーコンピュータ版の移植 | [ 9 ]       |

iアプリ版
- 2005年8月1日から携帯電話向けにiアプリ版が配信開始（後にEZアプリでも配信）。ファミコン版をほぼ完全移植したクラシックモードと、新規のキャラデザイン・グラフィックを使用したアレンジモードがある。旧作とアレンジモードの違いは以下の通りである。
  - 難易度の調節が、16段階から3段階になった。上記でいうレベル2以下、レベル3～8、レベル9以上の分類である。
  - シーンの合間にキャラの会話デモが挿入されるようになった。
  - シーン1、3、4にもライフゲージがある（この為、敵からの一発死は無くなった）。
  - シーン2のマップが完全新作のものとなった（マップはサブ画面で見る事が可能）。
  - 新アクションとしてシーン2では斜め移動、その他のシーンではナイフのジャンプ投げが可能になった。特にジャンプ投げは後述のワルドラドを倒すのに必須なので、使わずにクリアするのは不可能である。
  - ワルドラドの攻撃パターン、耐久力の変化。ワルドラドに数発ナイフを当てると色が変化し飛行するようになる。そこへジャンプ投げで更に数発ナイフを当てれば倒すことが出来る。
  - エンディングの追加。
  - ゲームオーバー時のコンティニューとデモシーン以外いつでも可能なセーブの追加。※これはクラシックモードにも搭載されている。

ゲームボーイアドバンス版
- 2005年12月22日に『ハドソンベストコレクションVol.3 アクションコレクション』として、『迷宮組曲 ミロンの大冒険』と共にゲームボーイアドバンスに移植された。

Wii（バーチャルコンソール）版
- 2007年5月22日にはWiiのバーチャルコンソールのラインナップとして移植された。

ニンテンドー3DS（バーチャルコンソール）版
- 2013年3月13日にはニンテンドー3DSのニンテンドーeショップ/バーチャルコンソールのラインナップとして配信開始された。

## 音楽
BGM
1面のBGMはフランツ・シューベルトの「軍隊行進曲」（1826年）のアレンジであった。
サウンドトラック
- ハドソン・ゲーム・ミュージック
1986年7月25日、G.M.O.レコード（アルファレコード）より発売されたアルバムの一作品として収録。
- ファミコン 20TH アニバーサリー オリジナル・サウンド・トラックス VOL.2
2004年3月24日、サイトロン・デジタルコンテンツより発売されたアルバムの一作品として収録。

## スタッフ
- メイン・プログラム：菊田昌昭
- サブ・プログラム： 野沢勝広（マップ圧縮）
- メイン・グラフィック：山本次行
- サブ・グラフィック：笹川敏幸（列車）
- 音楽：国本剛章
- サウンド・プログラム：笹川敏幸
- アドバイザー：奥村恵

## 関連作品
- 本ゲームの後日談という設定で、勁文社よりゲームブック『チャレンジャー　秘宝よ永遠に！』が出版された（アドベンチャーヒーローブックス）。